# Byzantinischer Bürgerkrieg (1373–1381)
Der Byzantinische Bürgerkrieg von 1373 bis 1381 war eine Serie von Konflikten um die Vorherrschaft im Byzantinischen Reich zwischen Kaiser Johannes V. Palaiologos und seinem ältesten Sohn Andronikos IV.

## Vorgeschichte
Nach der Erringung der Alleinherrschaft 1354 hatte Johannes V. eine dezidiert pro-westliche Außenpolitik verfolgt, während die Osmanen erstmals auf europäischem Boden in Thrakien Fuß fassten. Auf der Suche nach Verbündeten besuchte er 1369 Papst Urban V., trat zum Katholizismus über und reiste anschließend zu Verhandlungen nach Venedig weiter. Während seiner Abwesenheit fungierten seine beiden ältesten Söhne, der Mitkaiser Andronikos IV. und der Despot Manuel, als Regenten in Konstantinopel und Thessaloniki. Als Andronikos IV. sich weigerte, seinem Vater finanziell die Rückkehr aus Venedig zu ermöglichen und die Insel Tenedos vertragsgemäß an die Venezianer zu übergeben, wurde er von diesen gefangen gesetzt und erst zwei Jahre später auf Intervention Manuels wieder freigelassen.

## 1373: Erster Konflikt

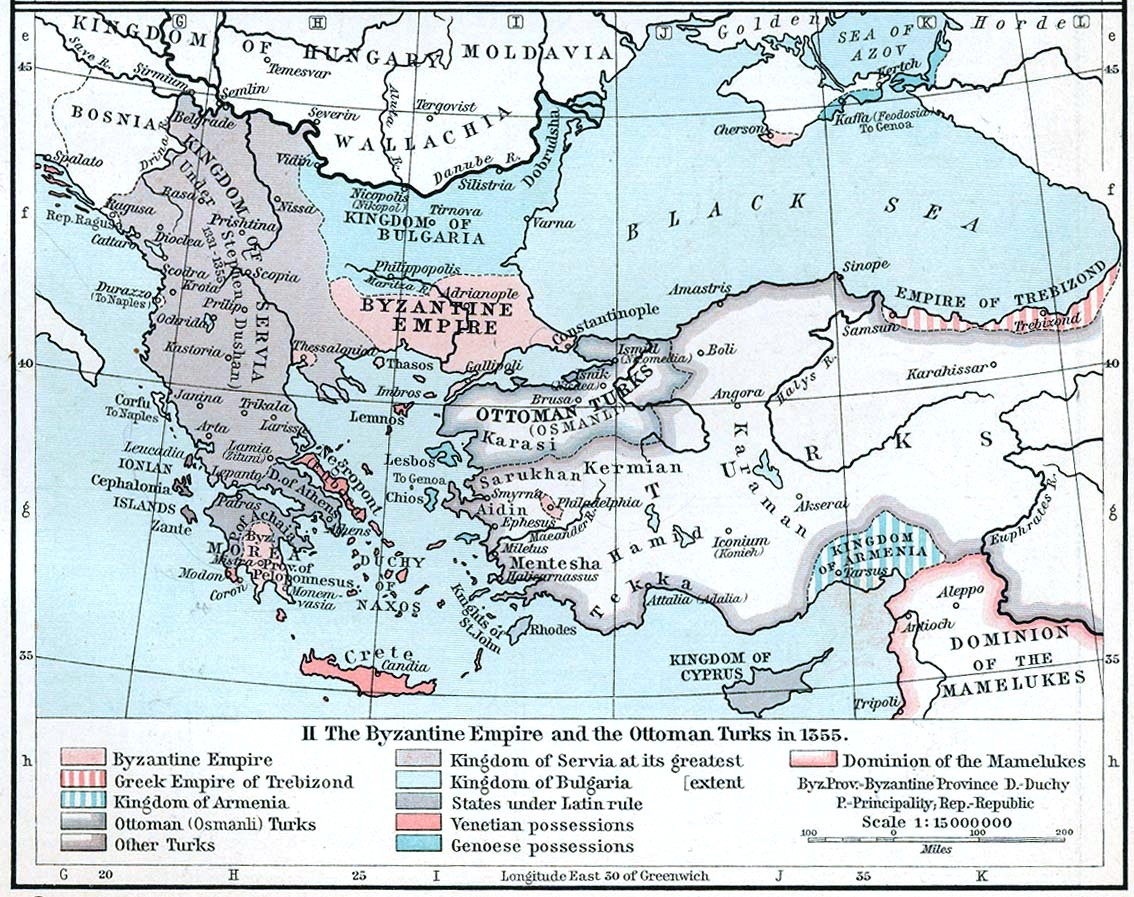
Das byzantinische Reich (hellrosa) sowie die umliegenden Staaten im Jahr 1355. Byzanz umfasst hier noch die Südhälfte der Morea, die Region um Thessaloniki und Thrakien

Als Johannes V. sich 1373 in die Abhängigkeit des immer stärker werdenden Osmanischen Reiches unter Sultan Murad I. begab und an dessen Seite in Anatolien kämpfte, rebellierte Andronikos gegen seinen Vater. Dafür verbündete er sich mit Murads Sohn Savcı Bey, der seinerseits einen Aufstand gegen den Osmanenherrscher begonnen hatte. Möglicherweise repräsentierte er eine politische Fraktion, welche den Annäherungen seines Vaters an das Papsttum entgegenstand. Ein anderer Grund für den Aufstand mag gewesen sein, dass sich Johannes zunehmend Manuel zuwandte und Andronikos um seine Thronfolge fürchtete.
Am 6. Mai verließ Andronikos die Hauptstadt und vereinigte seine Streitkräfte mit denen des türkischen Aufständischen. Doch sein Aufstand wurde bereits Ende des Monats niedergeschlagen, der von Savcı Bey im September. Murad blendete seinen Sohn und tötete ihn schließlich sogar und forderte Johannes auf, dies bei seinem Sohn und dessen Kind und Mitkaiser Johannes auch zu tun. Doch ihnen wurde aus Dankbarkeit des Vaters nur ein Auge geblendet (einer anderen Version zufolge erlangten die beiden erst später ihre Sehfähigkeit teilweise wieder). Sie kamen in ein Gefängnis im Nordwesten der Stadt, den Turm des Anemas. Anstelle von Andronikos wurde am 25. September sein Bruder Manuel als Erbe des Vaters eingesetzt und zum Mitkaiser gekrönt. 1375 wurde eine Delegation unter Philipp Tzykandyles zum Papst entsandt, welche die Blendung vor diesem zu rechtfertigen hatte.

## 1376: Zweiter Konflikt

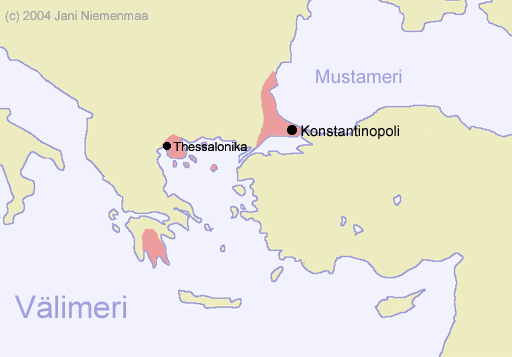
Das byzantinische Reich im Jahr 1400, das im Vergleich zum Gebietsstand 45 Jahre vorher merklich geschrumpft ist (insbesondere in Thrakien)

Im Juli 1376 verhalfen die Genueser Andronikos IV. zur Flucht aus dem Gefängnis und brachten ihn in ihr Viertel Galata. Mit der Unterstützung seiner Befreier und der Türken (die ein gemischtes Heer aus Reitern und Fußsoldaten bereitstellten und ihrerseits den serbischen König Marko Kraljević zur Mithilfe verpflichteten) begann er eine Belagerung Konstantinopels, das nach einem Monat am 12. August eingenommen werden konnte. Die übrige Kaiserfamilie verschanzte sich für einige Tage im Goldenen Tor, bevor auch sie aufgab. Nun übernahm Andronikos IV. endgültig die Macht und brachte seinen Vater sowie seine Brüder Manuel und Theodor in den Turm des Anemas. Der Patriarch Philotheos Kokkinos, der sich weigerte, den Usurpator zu krönen, wurde abgesetzt; an seine Stelle trat Makarios. Am 18. Oktober 1377 krönte dieser Andronikos zum Alleinherrscher und dessen Sohn Johannes VII. zum Mitkaiser.

## 1379: Dritter Konflikt
Im Sommer 1379 konnte Johannes V. (angeblich durch den Einsatz seiner Frau Helena oder aber die Mithilfe venezianischer Agenten) fliehen und begab sich in das osmanische Feldlager nach Chrysopolis. Es gelang ihm, die Tribute seines Sohnes an Murad zu überbieten (angeblich jährlich 30.000 Goldmünzen) und den Türken mit Philadelphia den letzten byzantinischen Stützpunkt in Kleinasien zu überlassen. Damit brachte er den Sultan auf seine Seite. Mit dessen Unterstützung sowie unter Mithilfe der Flotte Venedigs wurde Byzanz Ende Juni angegriffen. Die Verteidigung war mit Ausnahme einer genuesischen Garnison sehr halbherzig und nach Einnahme Konstantinopels wurde Andronikos am 1. Juli gestürzt. Johannes V. wurde von seinen Verbündeten wieder an die Macht gebracht. Angeblich hatte Murad I. die Stadtbevölkerung vor die Wahl gestellt, entweder ihn selber oder aber Johannes als Herrscher anzuerkennen. Der von Andronikos eingesetzte Patriarch Makarios verlor sein Amt wieder.

## Folgen
Andronikos IV. selbst zog sich nach seiner neuerlichen Niederlage in den genuesischen Stadtbezirk Pera zurück und nahm seine Mutter Helena, seine Tanten Maria und Theodora sowie deren Vater Johannes VI. als Geiseln mit sich. In den folgenden Jahren wurde die Halbinsel von Galata (auf der sich auch Pera befindet) unter bürgerkriegsähnlichen Zuständen von der Partei seines Vaters sowie dessen osmanischen und venezianischen Verbündeten belagert. Erst als Andronikos’ Recht auf die Thronfolge im Mai 1381 in einer Phase der Entspannung wieder formal anerkannt wurde, ließ er die Gefangenen frei. Andronikos erhielt Selymbria und einige andere Orte am Marmarameer als Herrschaftsgebiet.